# Mordella quadrisignata
Mordella quadrisignata là một loài bọ cánh cứng trong họ Mordellidae. Loài này được Chevrolat miêu tả khoa học năm 1834.